# ドリーミング (アボリジニの文化)

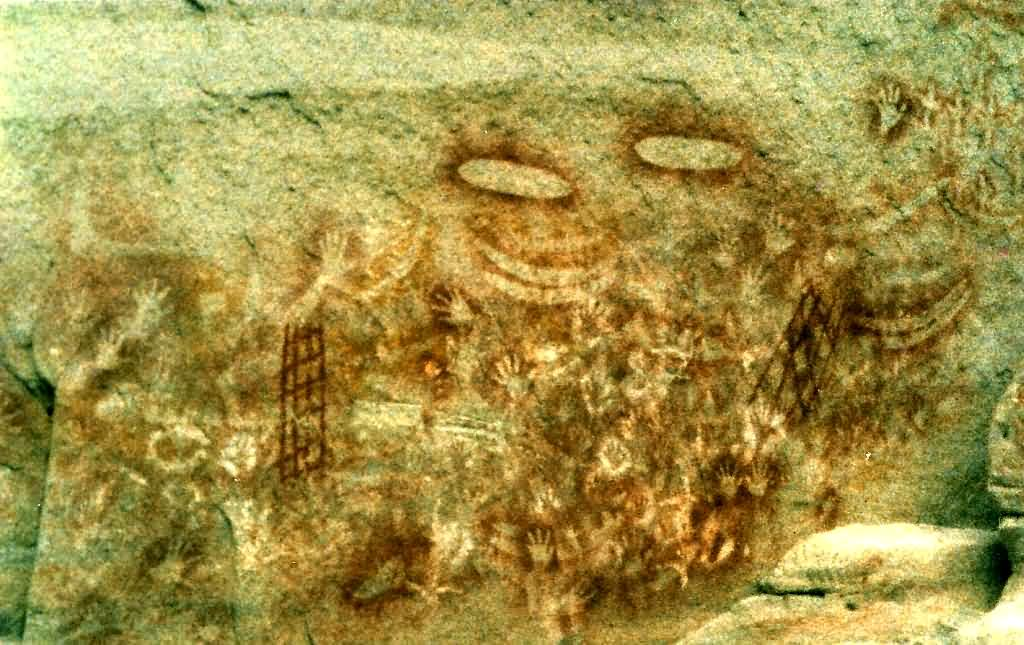
カーナーヴォン渓谷のステンシル・アート。これは記念碑、トーテム的祖先のサインや呼びかけ、あるいはドリーミングの物語の記録の可能性がある

ドリーミング（英: Dreaming）は、オーストラリア先住民族アボリジニの神話体系、法概念、霊的世界観を内包した概念を指す言葉。
この言葉はオーストラリアの人類学者フランシス・ジェームズ・ギレンが発案し、仕事仲間であるウォルター・ボールドウィン・スペンサーがその表現を採用した。
アボリジニの多くは、天地創造の時代をドリームタイム（英: Dreamtime）とも呼ぶ。

## 語源

### 発案
ドリーミングは、アボリジニでない外部の人間の持つ一般的な歴史観や時間の観念とは異なる価値観で、アランダ族の話していたアランダ語の「アルチェリンガ（alcheringa）」という概念に基づいて解釈されている。
「ドリーミング」という言葉自体は1896年、当時アマチュアの民俗学者であったフランシス・ギレンが民俗学の報告書で使用したのが最初である。ギレンはその後、スペンサーと共著で、1899年に『Native Tribes of Central Australia』を出版した。この著作の中で、ギレンらは「アルチェリンガ」を「部族の伝承の最も古いものの中で扱われている、はるか遠い過去につけられた名前」と述べている。その5年後に出版した『Northern Tribes of Central Australia』においては、はるか遠い時代を「ドリームタイム（the dream time）」と呼んだ。これは彼ら曰くカイテチェ族やウンマジェラ族が使っていると断言する「alcheri」という「夢」を意味する言葉に結びつけたものである。

### 批判

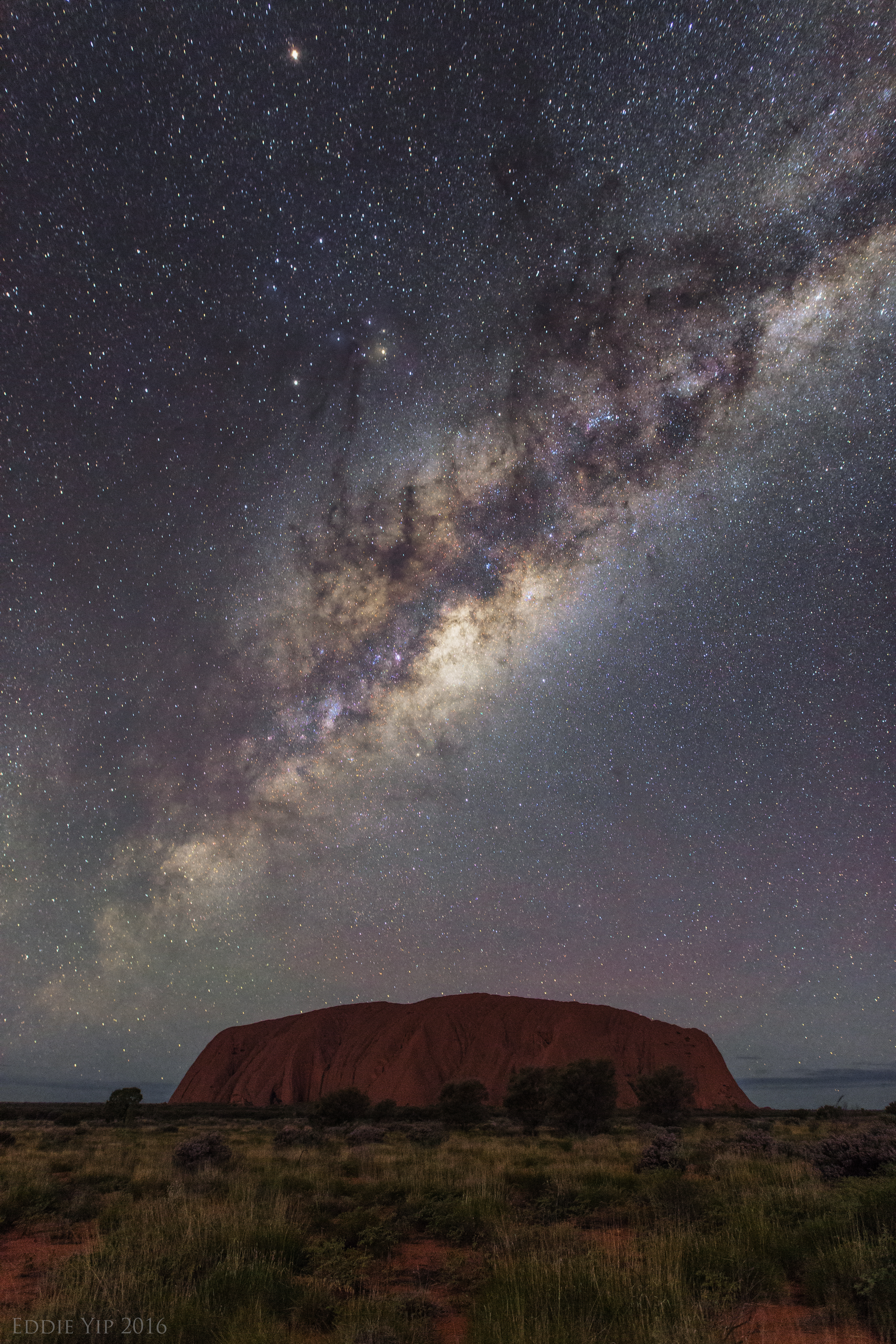
ウルルにかかる天の川。カール・ストレーロウによれば、天の川は創造神の住居に通じているとしている。

ただ、「アルチェリンガ」の翻訳であるというのは誤解または誤訳に基づく解釈だという意見も存在し、一部の学者はこの語は本来「永遠の、創造されざる」という意味に近いと指摘している。ドイツのルーテル教会牧師であるカール・ストレーロウは、1908年に『Die Aranda（The Arrente）』を著し、その中でギレンとスペンサーの著作に対する疑義を掲げた。ストレーロウは、語源が不明な単語「アルトジラ（altjira）」を挙げ、この語がアランダ族において「始まりのない永遠の存在」と説明されていることを指摘した。上アランダ語において、「夢を見る」という意味に相当する動詞は「altjirerama」であり、転じて「神を見る」という意味であった。ストレーロウは、この単語が「altjirrinja」というやや珍しい名詞であり、ギレンとスペンサーはこの語を転訛させて誤った語源を付けたと説いた。ストレーロウは「原住民は、彼らの歴史上の特定点を示す「ドリームタイム」について何も知らない」と結論付けた。
ストレーロウは「アルトジラ」または「アルトジラ・マラ（Altjira mara、マラは「善」を意味する）」の語を、アランダ語における「世界と人類の永遠の創造主」という意味の言葉として挙げた。ストレーロウの描写では、アルトジラは背の高い屈強な男で、美しく長い髪と赤い肌を持ち、さらにエミューの脚を持っているという。そして同じく赤い肌、かつ犬の脚を持った妻を多数抱え、また子供も持っているとしている。アルトジラらは天空の、天の川が流れる地に在住するとストレーロウは説明している。しかし、ストレーロウが執筆に際して証言を求めた知人らは何十年来のキリスト教改宗者であり、このためアルトジラは宣教師によってもたらされたキリスト教の神を表す言葉ではないかとの指摘もされている。1926年、スペンサーはストレーロウの結論に対する反証、および自身らの著作に対する暗黙の批判に異議を唱えるべく、実地調査を行った。その中でスペンサーは、1890年代からアルトジラという単語が「神」ではなく、「過去の時代に関連する」または「永遠の」という用法で使われていることを発見した。
学者のサム・ギルは、ストレーロウのアルトジラの説明は曖昧であり、ある時は至高の存在を、またある時はトーテム（崇敬物）であるが至高の存在ではないと表現していることを発見した。ギルはこの論争を、スペンサーらの「アボリジニの人々は宗教以前の「発達段階」にある（したがって至高の存在を信じることができない）」という文化進化論的な信念と、宣教師であるストレーロウの「神聖な存在への信仰という概念が布教への有効な切り口となる」という考え方とが衝突したものと考えている。

言語学者デイヴィッド・キャンベル・ムーアは、ギレンとスペンサーの「ドリームタイム」の訳自体に批判的で、以下のように述べている。
「ドリームタイム」は「夢」と「アルトジラ」の語源的なつながりに基づく誤訳であり、それは限られた地域でのみ通用する概念である。「夢」と「アルトジラ」には意味論的な関係があるが、「夢」が「アルトジラ」の本質を捉えているとするのは幻想である。

### 他言語における表現
アルチェリンガのほか、西部砂漠文化圏で話されているピジャンジャジャラ語には「ジュクルパ（Jukurrpa）」という単語があり、その言葉はドリームタイム（ここでは天地創造の時代を指す）、およびその時代に繰り広げられた物語（ドリーミングストーリー）の両方を内包、さらにそこから導き出される掟、寝ているときに見る夢そのもの、それ以外の物語をも意味している。
このほかにも、同様のドリーミングに通じる各部族の言語には以下のようなものがある。
- Ngarrankarni または Ngarrarngkarni - ギジャ族（英語版）[12]
- Jukurrpa または Tjukurpa / Tjukurrpa - ワルピリ族（英語版）およびピジャンジャジャラ語[12][14][15]
- Ungud または Wungud - ンガリニン族（英語版）[12]
- Manguny - マルトゥ・ワンカ方言（英語版）[12]
- Wongar - 北東アーネムランド[12]
- Daramoolen - ングンナワル語（英語版）およびンガリゴ語（英語版）[14]
- Nura - ダルク語[14]
- Nyitting - ヌーンガル語（英語版）[16]

### 他言語への翻訳
「ドリーミング」の他の言語への翻訳のほとんどは、dreamという英単語の翻訳に基づいている。フランス語の「Espaces de rêves（「夢の空間」）」や、クロアチア語の「Snivanje（「夢を見る」という動詞から派生した動名詞）」などがその例である。日本語においても、「ドリームタイム」を「夢の時代」と直訳している事例が見受けられる。ただ、ドリーミングの概念は英単語のdreamでは説明不十分であり、アボリジニでない外部からの観点でその文化を説明するのは困難である。

## 解釈

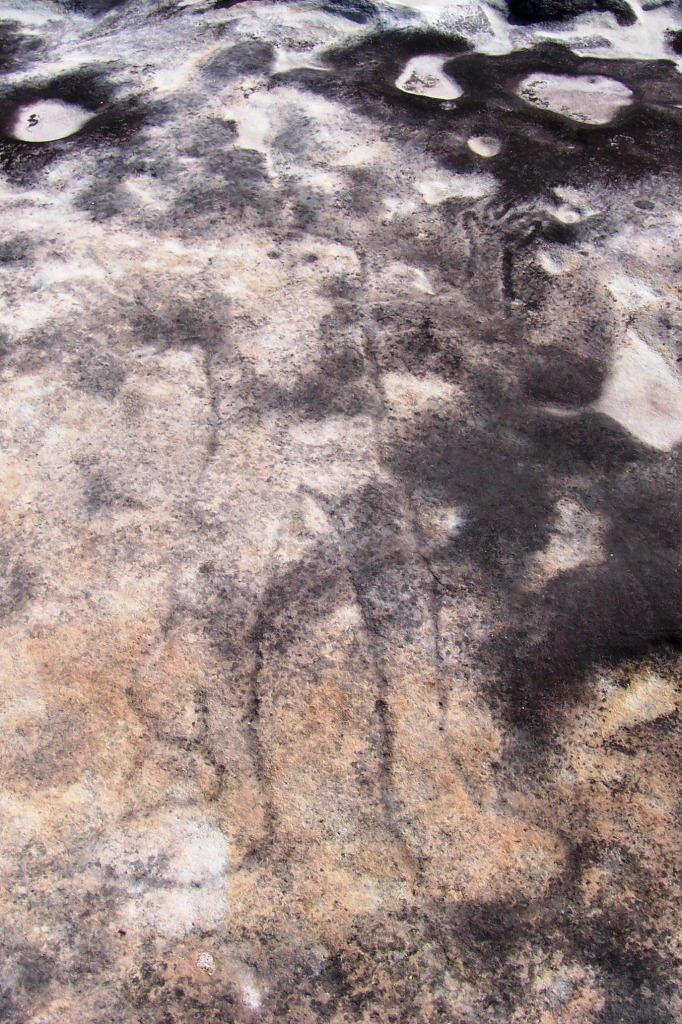
ク・リン・ガイ・チェイス・ペトログリフ。ワラタ・トラックを経由し、バイアーメを描いている。バイアーメはいくつかの民族において天空の神、創造神とされている。

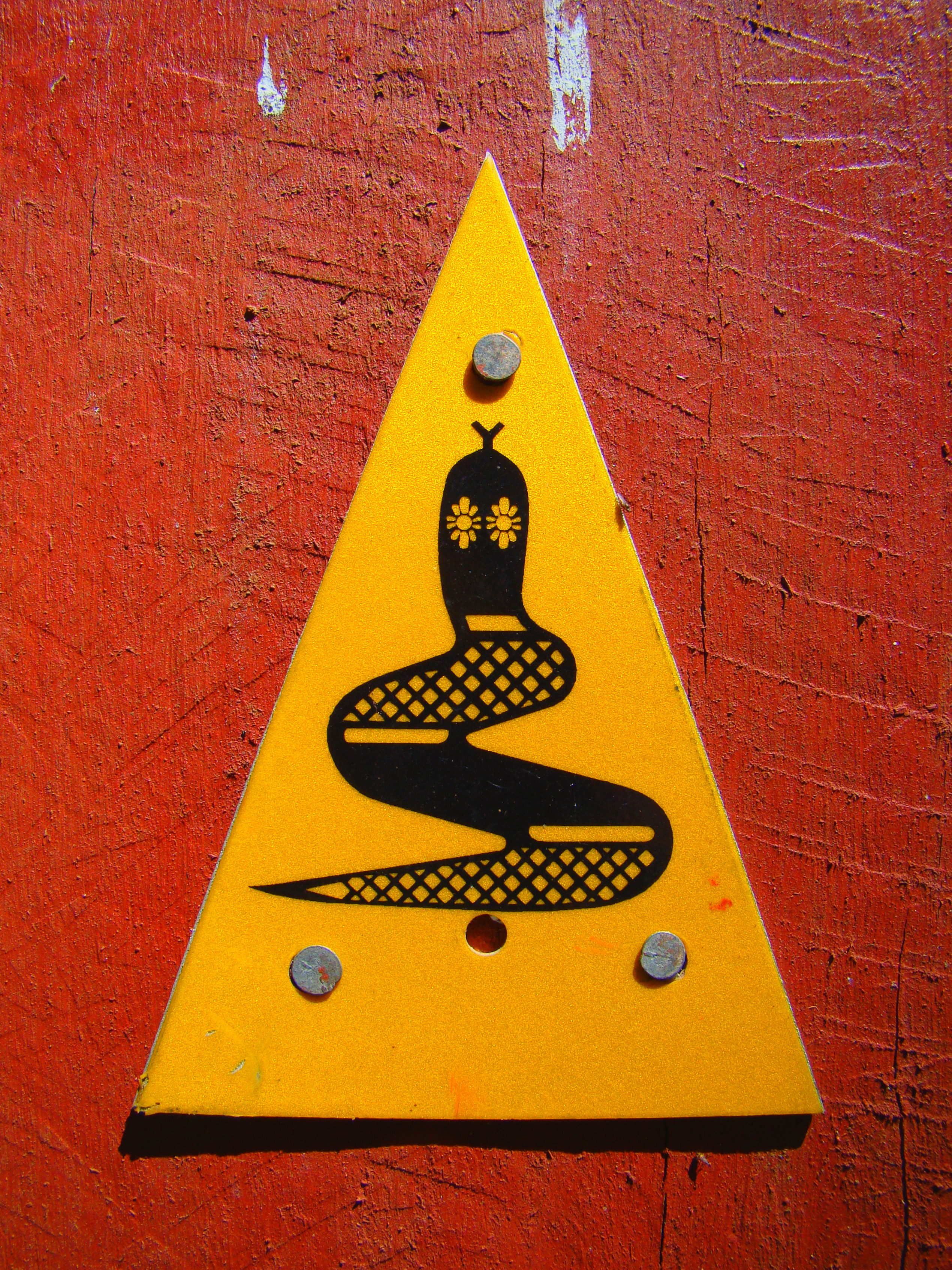
ワウガルと呼ばれる中央に黒い蛇が描かれた黄色い三角形は、西オーストラリア州カラマンダとオールバニを結ぶ「ビブルムン・トラック」のトレイルマーカー（道しるべ）である。ヌーンガー族はワウガルがスワン川を形成し、ダーリング崖に象徴されるとしている。

外部の人類学者らは、ドリーミングについて様々な解釈をした。人類学者のウィリアム・エドワード・ハンリー・スタナーは、この言葉を「複合的な意味」と考えたほうが外部の人間には理解しやすいだろうと述べている。オーストラリア国立大学の名誉上級講師であるクリスティーン・ジュディス・ニコラスは「生きるためのルール、道徳的規範、自然環境と相互作用するためのルールを提供する包括的な概念」と解説した。
ドリーミングはしばしば特定の場所、年齢や性別、スキングループ（スキンネーム）と呼ばれるアボリジニの親族関係などに結び付けられる。これはドリーミングを題材にした芸術作品にも表れており、たとえば画家テオ（フェイ）・ナンガラ・ハドソンは『ピキリイ・ジュクルパ（Pikilyi Jukurrpa）』を描いているが、これはノーザンテリトリーにあるヴォーン・スプリングス、ワルピリ族の言葉で「ピキリイ（Pikilyi）」と呼ばれる泉に関する作品である。泉には虹蛇の夫婦が棲んでおり、妻はナパナンカ（Napananka）の、夫はジャパンガルディ（Japangardi）のスキングループにそれぞれ属しており、これはワルピリの文化においては禁忌の関係、禁断の恋仲である。ナンガラはこのピキリイのドリーミングを父方から受け継ぎ、また母方からはユパルリ（Yuparli）のドリーミングを受け継いでいる。
ドリーミングの概念はかつては学術的な用語に留まっていたが、1970年代以降は元来の文化として戻っていった。1990年代には大衆文化や観光を通じて独自の価値観に転じ、アボリジニの使う英語の語彙において「自己実現的な学術的予言」という意味で広く浸透している。のちにドリームタイムの概念はオーストラリア独自の文脈を飛び越え、世界的な大衆文化の中に溶け込んでいる。一方、ニコラスはこの「ドリーミング」「ドリームタイム」という呼称を「特有の認識論的・宇宙論的・存在論的枠組みを構成する、この意味的に豊かで形而上学的な単語概念を、一様に矮小化した」と論じ、「オーストラリアのメインストリームにおいても大げさなニューエイジムーブメントの亜種として扱われている」と述べている。

### 時間の概念
ドリーミング、およびドリームタイムと呼ばれる神話の時代の概念は独特で、アボリジニ外部の人間が抱く一般的な時間概念とは大きく異なる。『ブリタニカ百科事典』によれば、ドリーミングは「始まりはあるが、終わりを予見できない神話の時代」とある。人類学者のアドルファス・ペーター・エルキンはドリーミングを「過去は……現在であり、ここであり、今である」と表現、デボラ・バード・ローズは「すべてのドリーミングは、すべての時間に存在する。同時発生的な一連のできごとであり、継続するものである」とした。
また、スタナーはドリーミングの時間構造を「あらゆるとき（Everywhen）」と定義している。一方、宗教学者のトニー・スウェインは、ドリーミングにおけるいかなる時間概念をも否定し、それを「持続するできごと」と呼ぶことを提案している。

### 信仰
アボリジニのアニミズム信仰のなかで、天地創造の神話、ドリームタイムに対する信仰は特に篤い。大地や人間、植物、動物などはすべてドリームタイムに創造されたとしている。特に大地に対する信仰が強く、自分の生まれた土地とその地が持つ物語に強い帰属意識を持つ。人類学者の保苅実は「大地こそが、一般的にドリーミングと呼ばれているアボリジニの神話体系、法概念、霊的世界観をもっとも集約したかたちで表現した概念である」と考えた。
世界はまず大地があり、そこに人間や精霊、動物の姿をしたドリーミングの登場人物らが現れ、様々な旅路を進み、その結果地形を形成し、人間や動植物を、そして言語や儀式も創っていったという。地形はただの被造物ではなく、地形そのものがドリーミングと考えられた。それらのドリーミングはトーテム（崇敬物）の役割を果たし、それを通じて人類は神話の存在や動植物と同種のものとして扱われ、時間の始まりから現在、そして未来へと途切れることのない不滅のアイデンティティを与えられている。
旅を終えた登場人物らは疲れ果てて大地に還り、水場や丘、岩場などに姿を変えた。天空の星々の間に向かったものもあった。神話の登場人物らは永遠の存在とされ、たとえば物語の中で殺されたり、地形へと姿を変えたりしたとしても、その本質は衰えないものとされた。特に神話の存在が地形に変容した土地は神聖なものとして、儀式の中心地に据えられた。ドリームタイムの登場人物の軌跡は物語に留まらず、アボリジニの法と倫理にもなった。
旅路に際し、ドリームタイムの登場人物らは歌いながら軌跡を描いた。その道筋は、ドリーミングトラック（Dreaming tracks）またはソングライン（songlines）と呼ばれているネットワークを形成している。これらの知識は、各民族の上層が保持して伝えられてきた。
ドリームタイムの登場人物は、人間に限らず動物も含めてアボリジニの祖先と考えられている。このため、たとえば自身の祖先をドリームタイムに登場したワラビーだとする人々は、実在のワラビーとは兄弟に当たり、ワラビーを殺して食べることは共食いだと考えている。ドリーミングはあらゆる種にあると考えられ、たとえばウィルスや水疱瘡といった病原体ですらドリーミングがあり、キンバリー高原には「お金」のドリーミングを持つ人々もいる。
カール・ストレーロウの子で、自身もアボリジニ文化の研究者となったテッド・ストレーロウは、ドリームタイムの「神話」の研究について、「無数の回廊と通路からなる迷宮に入りこむこと」と表現した。

### 死生観
生命力の概念は聖地とも紐づけられており、聖地で行われる儀式はそこを創ったドリームタイムの再現でもあり、生命力を新たに生み出すための必要なことと考えられた。各個人のドリーミングは生まれる前から存在し、死後も保持されるものと考えられている。生前も没後も子供の魂はドリーミングの中にあり、母親を通して生まれることで初めて生命が宿ると考えられている。アボリジニの文化においては、子供の魂は妊娠5か月目の胎児に宿ると考えられている。母親が胎内で胎児が初めて動くのを感じると、それは母親が立っているその土地の精霊の仕業だと考えられた。子供は誕生と同時にその土地の特別な管理者と考えられ、その土地の物語やソングラインを教えられた。物理学者で作家のフレッド・アラン・ウルフは自著において「ブラックフェラ（肌の黒いオーストラリア先住民）は自身のトーテムや、自身の生まれた場所をドリーミングと見なしているかもしれない。または民族の掟をドリーミングと見なすこともある」と述べている。
アボリジニの民族音楽ジャンルのひとつにワンガがあるが、これは歌と踊りで死と再生をテーマとして表現している。ワンガは日常生活や、ニュイドジ（nyuidj、死霊）のドリーミングから着想される。

### ウェブサイト
- 保苅実「アボリジニが語った白人の起源「ジャッキー・バンダマラ」 : グリンジの歴史実践にみるリアリティー」『オーストラリア研究』第12巻、オーストラリア学会、1999年、48-61頁、CRID 1390282680803139072、doi:10.20764/asaj.12.0_48、ISSN 09198911、2023年10月27日閲覧。
- Nicholls, Christine Judith (2014年1月22日). “'Dreamtime' and 'The Dreaming': An introduction”. The Conversation. 2019年1月7日閲覧。
- Nicholls, Christine Judith (2014年2月5日). “'Dreamings' and dreaming narratives: What's the relationship?”. The Conversation. 2019年1月7日閲覧。
- Nicholls, Christine Judith (2014年1月28日). “'Dreamtime' and 'The Dreaming': Who dreamed up these terms?”. The Conversation. 2019年1月7日閲覧。
- “the Dreaming”. Encyclopædia Britannica. 2023年10月21日閲覧.
- “Jukurrpa”. National Museum of Australia (2020年1月7日). 2023年10月21日閲覧。